# Chakrabongse Bhuvanath
El mariscal de campo Chakrabongse Bhuvanath, príncipe de Bishnulok (en tailandés: จักรพงษ์ภูวนาถ; 3 de marzo de 1883-13 de junio de 1920), era el 40.º hijo del rey Chulalongkorn y el cuarto hijo de la reina Sri Bajarindra.

## Biografía
Tras estudiar primaria en su país natal, continuó sus estudios en Inglaterra de 1896 a 1898 y desde ese momento estudió ruso con P. N. Ardashev, convirtiéndose en uno de los primeros siameses en aprender ruso. El rey decidió educar a su hijo en San Petersburgo durante su visita a la ciudad en 1897 y le pidió al zar Nicolás II que no fuera indulgente con él debido a su estatus y lo convirtiera en un verdadero oficial. El príncipe adolescente fue así enviado al Imperio ruso, donde estudió en el Page Corps, la prestigiosa academia militar que preparaba a los hijos de la nobleza y futuros altos oficiales del ejército. Se graduó en 1902 y después sirvió en el Regimiento de Húsares de Su Majestad, siendo ascendido en 1908 a coronel. En 1907 se casó en Constantinopla con una joven rusa de Lutsk (por entonces parte del vasto Imperio ruso) Ekaterina Desnitskaya (1886-1960; en ruso, Екатерина Десницкая). Según algunos informes, antes el príncipe tuvo que convertirse al cristianismo ortodoxo, aunque más tarde regresó al budismo. El príncipe y la princesa tuvieron un hijo, el príncipe Chula Chakrabongse (1908-1963) y con ella regresó luego a Siam instalándose en el palacio Paruskavan en Bangkok. Aunque los soberanos, que se habían opuesto al enlace, la recibieron fríamente, ella procuró aprender siamés y respetar sus costumbres. Finalmente, se divorciaron en 1919 y él se casó con una prima hermana poco antes de fallecer.
El príncipe era el hijo favorito tanto del rey como de la reina. Viajó mucho, visitando entre otros países los Estados Unidos y el Reino Unido en 1902. También representó a su padre en visitas extranjeras, como en el funeral del rey Humberto I de Italia en 1900, la boda del príncipe heredero Guillermo con Cecilia de Prusia en 1905, y la coronación del rey Jorge V y la reina María del Reino Unido en 1911.
Él y su hermano el príncipe Purachatra, comandante de los Ingenieros del Ejército, fueron fundamentales en el desarrollo de la aviación en el reino. El príncipe Chakrabongse es especialmente recordado como el padre del servicio Aeronáutico Real del ejército, precursor de la Real Fuerza Aérea Tailandesa.
El príncipe Chakrabongse sirvió como Jefe del Estado Mayor del Ejército Siamés Real hasta su muerte. Falleció de neumonía en 1920 a la edad de 37 años.

## Referencias

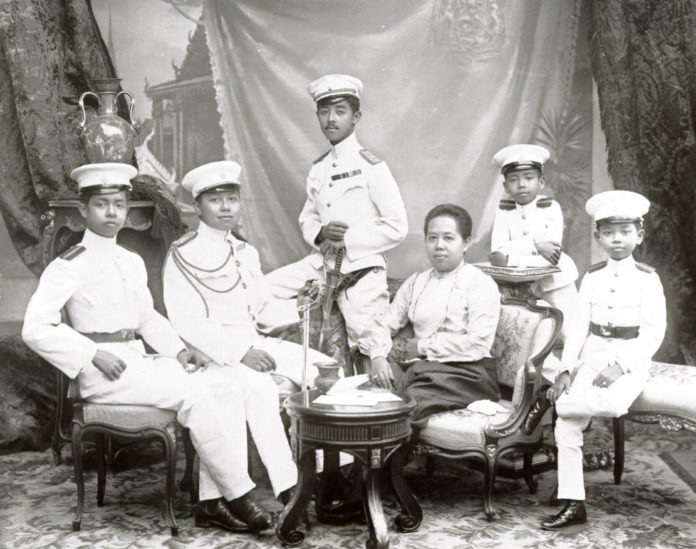
La reina Saovabha y sus hijos, circa 1900 (de izquierda a derecha: Príncipe Asdang, príncipe heredero Maha Vajiravudh, príncipe Chakrabongse, reina Saovabha, príncipe Prajadhipok, y príncipe Chudadhut)

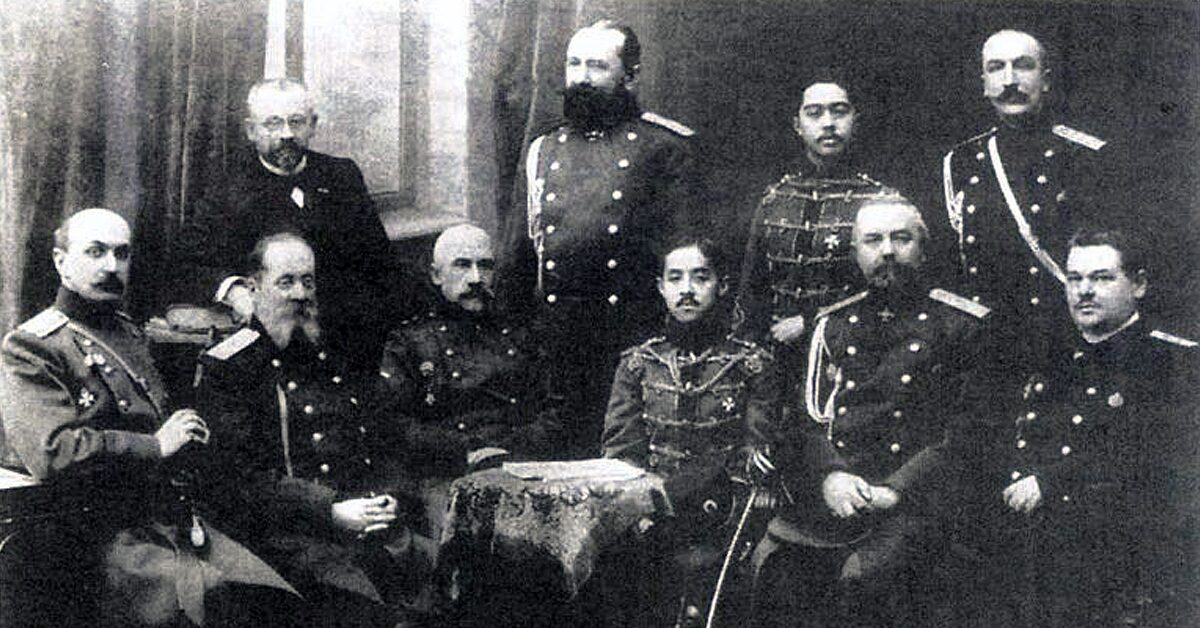
Chakrabongse Bhuvanath con sus instructores en la academia militar.